# Canoa/kayak ai Giochi della XXI Olimpiade
Il programma delle gare di canoa/kayak ai Giochi della XXI Olimpiade era composto da undici gare, 9 maschili e 2 femminili. Le gare di slalom, introdotte nella precedente edizione dei giochi, non si sono svolte.

## Podi

### Uomini
| Evento                   | Oro                                                                                 | Perform. | Argento | Perform. | Bronzo                                                                 | Perform. |
| Velocità                 |                                                                                     |          | |          |                                                                        |          |
| K1 500 metri (dettagli)  | Vasile Dîba                                                                         | 1'46"41  | Zoltán Sztanity | 1'46"95  | Rüdiger Helm                                                           | 1'48"30  |
| K1 1000 metri (dettagli) | Rüdiger Helm                                                                        | 3'48"20  | Géza Csapó | 3'48"84  | Vasile Dîba                                                            | 3'49"65  |
| K2 500 metri (dettagli)  | Germania Est Joachim Mattern Bernd Olbricht                                         | 1'35"87  | Unione Sovietica Serhij Nahornyj Vladimir Romanovskij                                                                 | 1'36"81  | Romania Larion Serghei Policarp Malîhin                                | 1'37"43  |
| K2 1000 metri (dettagli) | Unione Sovietica Serhij Nahornyj Vladimir Romanovskij                               | 3'29"01  | Germania Est Joachim Mattern Bernd Olbricht                                                                           | 3'29"33  | Ungheria Zoltán Bakó István Szabó                                      | 3'30"36  |
| K4 1000 metri (dettagli) | Unione Sovietica Serhij Čuchraj Aleksandr Degtjarëv Jurij Filatov Volodymyr Morozov | 3'08"69" | Spagna José María Esteban Celorrio José Ramón López Diaz-Flor Herminio Menéndez Rodriguez Luis Gregoria Ramos Misioné | 3'08"95  | Germania Est Peter Bischof Bernd Duvigneau Rüdiger Helm Jürgen Lehnert | 3'10"76  |
| C1 500 metri (dettagli)  | Aleksandr Rogov                                                                     | 1'59"29  | John Wood | 1'59"58  | Matija Ljubek                                                          | 1'59"60  |
| C1 1000 metri (dettagli) | Matija Ljubek                                                                       | 4'09"51  | Vasyl' Jurčenko | 4'12"57  | Tamás Wichmann                                                         | 4'14"11  |
| C2 500 metri (dettagli)  | Unione Sovietica Serhij Petrenko Aleksandr Vinogradov                               | 1'45"81  | Polonia Andrzej Gronowicz Jerzy Opara                                                                                 | 1'47"77  | Ungheria Tamás Buday Oszkár Frey                                       | 1'48"35  |
| C2 1000 metri (dettagli) | Unione Sovietica Serhij Petrenko Aleksandr Vinogradov                               | 3'52"76  | Romania Gheorghe Danielov Gheorghe Simionov                                                                           | 3'54"28  | Ungheria Tamás Buday Oszkár Frey                                       | 3'55"66  |

### Donne
| Evento                  | Oro                                                | Perform. | Argento                                    | Perform. | Bronzo                                   | Perform. |
| Velocità                |                                                    |          |                                            |          |                                          |          |
| K1 500 metri (dettagli) | Carola Zirow                                       | 2'03"17  | Tat'jana Koršunova                         | 2'04"03  | Klára Rajnai                             | 2'05"50  |
| K2 500 metri (dettagli) | Unione Sovietica Ljudmila Pinaeva Katerina Kuryško | 1'53"50  | Germania Est Ilse Kaschube Petra Grabowski | 1'54"30  | Romania Maria Nichiforov Viorica Dumitru | 1'55"01  |

## Medagliere
| Pos.   | Paese            | Oro | Argento | Bronzo | Totale |
| ------ | ---------------- | --- | ------- | ------ | ------ |
| 1      | Unione Sovietica | 6   | 3       | 0      | 9      |
| 2      | Germania Est     | 3   | 1       | 3      | 7      |
| 3      | Romania          | 1   | 1       | 2      | 4      |
| 4      | Jugoslavia       | 1   | 0       | 1      | 2      |
| 5      | Ungheria         | 0   | 3       | 5      | 8      |
| 6      | Spagna           | 0   | 1       | 0      | 1      |
| 6      | Canada           | 0   | 1       | 0      | 1      |
| 6      | Polonia          | 0   | 1       | 0      | 1      |
| Totale | Totale           | 11  | 11      | 11     | 33     |